# Sphenomorphus maculatus
Sphenomorphus maculatus — вид сцинкоподібних ящірок родини сцинкових (Scincidae). Мешкає в Південно-Східній Азії.

## Підвиди
Виділяють два підвиди:
- Sphenomorphus maculatus maculatus (Blyth, 1853);
- Sphenomorphus maculatus mitanensis (Annandale, 1905).

## Поширення і екологія
Sphenomorphus maculatus мешкають на північному сході Індії, в Непалі, Бутані, Китаї, Бангладеш, М'янмі, Таїланді, Камбоджі, Лаосі, В'єтнамі і Малайзії. Вони живуть у вологих тропічних лісах, на берегах струмків, на висоті від 450 до 1300 м над рівнем моря. Живляться безхребетними, відкладають яйця.